# Новомар'янівка
Новомар'я́нівка — село в Україні, в Апостолівській міській територіальній громаді Криворізького району Дніпропетровської області.
Населення — 118 мешканців.

## Географія
Село Новомар'янівка знаходиться на відстані 0,5 км від селища Українка. По селу протікає великий іригаційний канал.

## Історія
Село Новомар'янівка входить до складу Апостолівської міської ради з 1991 року. Виникло у 1885 році за 7 км на південь від с. Володимирівка нині Апостолівського району. У селі займалися садівництвом.
Під час колективізації 1928—1929 роках в селі був організований невеликий колгосп. Першим головою колгоспу був Донченко. В селі були побудовані початкова школа, клуб. Завідувачем школи та вчителем початкових класів був Кривоконь Йосип Юхимович. У 1931−1933 роках голодомору у селі не було через те, що голова колгоспу Донченко не здав у план заготівель зерно повністю. За це він був заарештований і перебував у тюрмі 6 місяців. Завдяки йому село вижило.
В роки війни чоловіки зі зброєю в руках боронили рідну землю. Село переживало окупацію. Переховували радянського розвідника та радистку. Центр підпілля був на Криворіжжі. При відступі у лютому 1944 року німці зігнали всіх жителів села до однієї хати, замкнули і хотіли спалити живцем. Однак, на щастя, щось їм завадило це зробити.
У 1950 році відбулося укрупнення колгоспів: «Перше Травня», «Горького», «Червона зірка», які об'єдналися в артіль ім. М.Горького, в 1953 в колгосп, а в 1964 р. в птахорадгосп ім. Горького.
Село входило до складу Володимирівської сільської ради Апостолівського району до 1991 року. Однак, на прохання жителів села, для їх зручності в роботі та обслуговуванні було направлене клопотання про входження села до Апостолівської міської ради. Постановою Верховної ради УРСР в 1991 році були внесені зміни до адміністративно-територіального устрою Апостолівського району і село Новомар'янівка ввійшло до складу Апостолівської міської ради.

## Населення
Згідно з переписом УРСР 1989 року чисельність наявного населення села становила 117 осіб, з яких 47 чоловіків та 70 жінок.
За переписом населення України 2001 року в селі мешкало 118 осіб.

### Мова
Розподіл населення за рідною мовою за даними перепису 2001 року:
| Мова       | Відсоток |
| ---------- | -------- |
| українська | 90,68 %  |
| російська  | 6,78 %   |
| білоруська | 2,54 %   |

## Інфраструктура
Населення села користується колодязною водою. Майже в кожному дворі колодязь із незапам'ятних часів. Централізоване водопостачання відсутнє. Починаючи з 1999 року проводиться газифікація житлових будинків у селі.

## Економіка
У даний час село розвивається за рахунок підсобного господарства.

## Пам'ятки
На території села розташовані два кургани